# بوب كارول جونيور
بوب كارول جونيور (بالإنجليزية: Bob Carroll, Jr.)‏ هو كاتب سيناريو أمريكي، ولد في 12 أغسطس 1918 في ماكيسبورت في الولايات المتحدة، وتوفي في 27 يناير 2007 في لوس أنجلوس في الولايات المتحدة.

## وصلات خارجية
- بوب كارول جونيور على موقع IMDb (الإنجليزية)
- بوب كارول جونيور على موقع أول موفي (الإنجليزية)
- بوب كارول جونيور على موقع قاعدة بيانات برودواي على الإنترنت (الإنجليزية)
- بوب كارول جونيور على موقع قاعدة بيانات الفيلم (الإنجليزية)
- بوب كارول جونيور على موقع كينوبويسك (الروسية)